# Materiał piroklastyczny

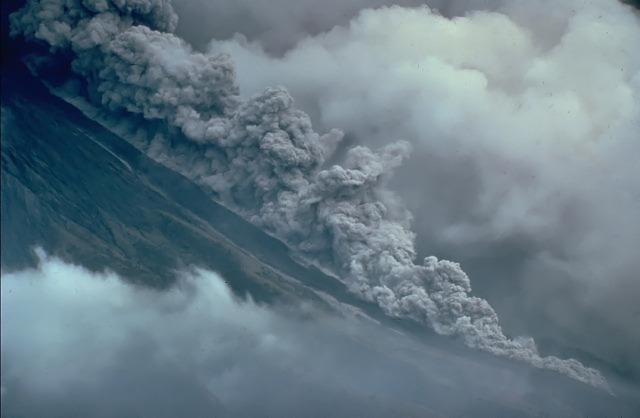
Emisja materiału piroklastycznego podczas lawiny piroklastycznej, wulkan Mayon, Filipiny, fot. 1984 r.

Materiał piroklastyczny (materiał ejekcyjny, ejektamenty, ejekty) – okruchowe produkty wybuchu wulkanicznego wyrzucane na powierzchnię Ziemi. Powstają w wyniku rozpylania płynnej lawy i krzepnięcia jej w powietrzu, a także przez rozpylanie skał rozkruszonych w wyniku erupcji. 
Do materiałów piroklastycznych zaliczane są:
- bloki wulkaniczne
- bomby wulkaniczne
- lapille
- pumeks – tworzy się z bogatej w gazy, silnie pieniącej się lawy; jest bardzo porowaty
- szlaki – fragmenty szklistej, nieco pęcherzykowatej lawy o średnicy około 10 cm;
- scoria – fragmenty gąbczastej lawy wielkości orzecha, wyrzucone przez wulkan i krzepnące w powietrzu (piaski wulkaniczne)
- piaski wulkaniczne
- popioły wulkaniczne
- pyły wulkaniczne